# La Mort de Belle (film)
Pour les articles homonymes, voir La Mort de Belle (homonymie).
Pour plus de détails, voir Fiche technique et Distribution.
La Mort de Belle est un film policier français d'Édouard Molinaro tiré du roman homonyme de Simenon et sorti en 1961.

## Synopsis
Stéphane Blanchon, professeur en Suisse, mène une vie tranquille avec sa femme Christine. Ils logent chez eux une jeune Américaine, prénommée Belle. Un soir, pendant une absence de Christine, alors que Stéphane travaille au rez-de-chaussée, Belle est étranglée dans sa chambre, au premier étage. Au cours de l'enquête menée par un juge d'instruction et par un jeune policier, les preuves semblent s'accumuler contre Stéphane qui est bientôt accusé ouvertement par le juge d'avoir tué Belle. Christine elle-même semble soupçonner son mari et l'opinion publique se retourne également contre lui. Seul le policier croit en l'innocence de Stéphane. L'enquête révèle que Belle aimait Stéphane en secret. Après un interrogatoire, il est libéré. Au lieu de rentrer chez lui, il court les bars de Genève et finit par rencontrer un noceur débauché qui lui rappelle son père. Ivre, obsédé par les accusations injustifiées qui pèsent contre lui, il accepte de vivre une brève aventure avec la secrétaire du juge d'instruction. Mais à peine dans les bras de cette femme, il la tue. Au même moment, on découvre l'assassin de Belle...

## Fiche technique
- Réalisateur : Édouard Molinaro
- Première assistante réalisatrice : Sophie Becker
- Scénario : Jean Anouilh, d'après le roman même nom de Georges Simenon
- Dialogues : Jean Anouilh
- Script-girl : Hélène Sébillotte
- Production : Cinéphonic
- Producteur : François Chavane
- Directeur de production : Jean Darvey
- Régie générale : Paule Pastier
- Administratrice de production: Odette Süsr
- Directeur de la photographie : Jean-Louis Picavet
- Caméraman : Henri Martin
- Photographe de plateau : Walter Limot
- Son : Antoine Petitjean
- Musique : Georges Delerue
- Décors : Robert Clavel
- Montage : Robert Isnardon, Monique Isnardon
- Durée : 100 min
- Genre : Drame
- Première présentation le 03/03/1961

## Distribution
- Jean Desailly : Stéphane Blanchon, professeur de français au collège international de Genève
- Monique Mélinand : Christine Blanchon, l'épouse du professeur
- Marc Cassot : le commissaire Georges Dalcroze
- Jacques Monod : le juge d'instruction Beckmann
- Yvette Étiévant : Nina Graff, la secrétaire du juge d'instruction
- Alexandra Stewart : Belle Shermann, la jeune américaine
- Louisa Colpeyn : Lorraine Shermann, la mère de Belle
- Yves Robert : le barman du Little Cottage
- Pierre Vaneck : l'employé de la morgue
- Gabriel Gobin : le sergent de police Ruchet
- Jacques Hilling : le sergent Cristever
- Christian Lude : le docteur Clair, le médecin de famille
- Van Doude : le professeur Lewis, psychiatre
- Suzanne Courtal : madame Pidoux, la voisine des Blanchon
- Lucien Hubert : monsieur Pidoux, le voisin des Blanchon
- Georges Cusin : monsieur Genet, le directeur du collège international
- Jacques Préboist : l'employé du collège qui vient chercher Blanchon en classe
- Lucien Frégis : l'agent réceptionniste
- Jacques Berger
- Charles Nissar
- Jacques Pierre : Philippe
- Georges Pierre
- Sady Rebbot : un jeune au bistrot
- Maurice Teynac : l'ivrogne du bar
- Pierre Kast : l'amoureux au Little Cottage
- Albert Michel : le médecin au chevet de la jeune fille agressée
- Anne Valon